# Serge Oustiakine
Serge Oustiakine (* 1961 in Blagnac; † 2. November 2013) war ein französischer Bassist und Sänger, der in der Hot-Jazz-Szene Südwestfrankreichs aktiv war.
Oustiakine arbeitete in der Hot-Jazz- und Manouche-Szene Aquitaniens, wo er u. a. auf dem Festival Jazz in Marciac auftrat, und gehörte den Formationen Banana Jazz von Paul Chéron, der Tudexo Big Band, dem Philippe Laudet Ensemble und der Mississippi Jazz-Band an. Daneben leitete er ein eigenes Quintett. Im Bereich des Jazz war er zwischen 1993 und 2011 an sechs Aufnahmesessions beteiligt, u. a. mit dem Pianisten Tierry Ollé und dem  Gypsy-Jazz-Gitarristen Steeve Laffont. Oustakine, der Anfang November 2013 im Alter von 52 Jahren an den Folgen eines Kreislaufstillstands starb, liegt in Saint-Christaud (Haute-Garonne) begraben.